# 曾宪池
曾宪池（1911年—1988年），中国人民解放军将领、中国人民解放军开国少将。
曾任中国人民解放军北京军区交通处处长。1955年，授予中国人民解放军少将。